# Temporada 2015 del Campeonato de España de Rally Históricos

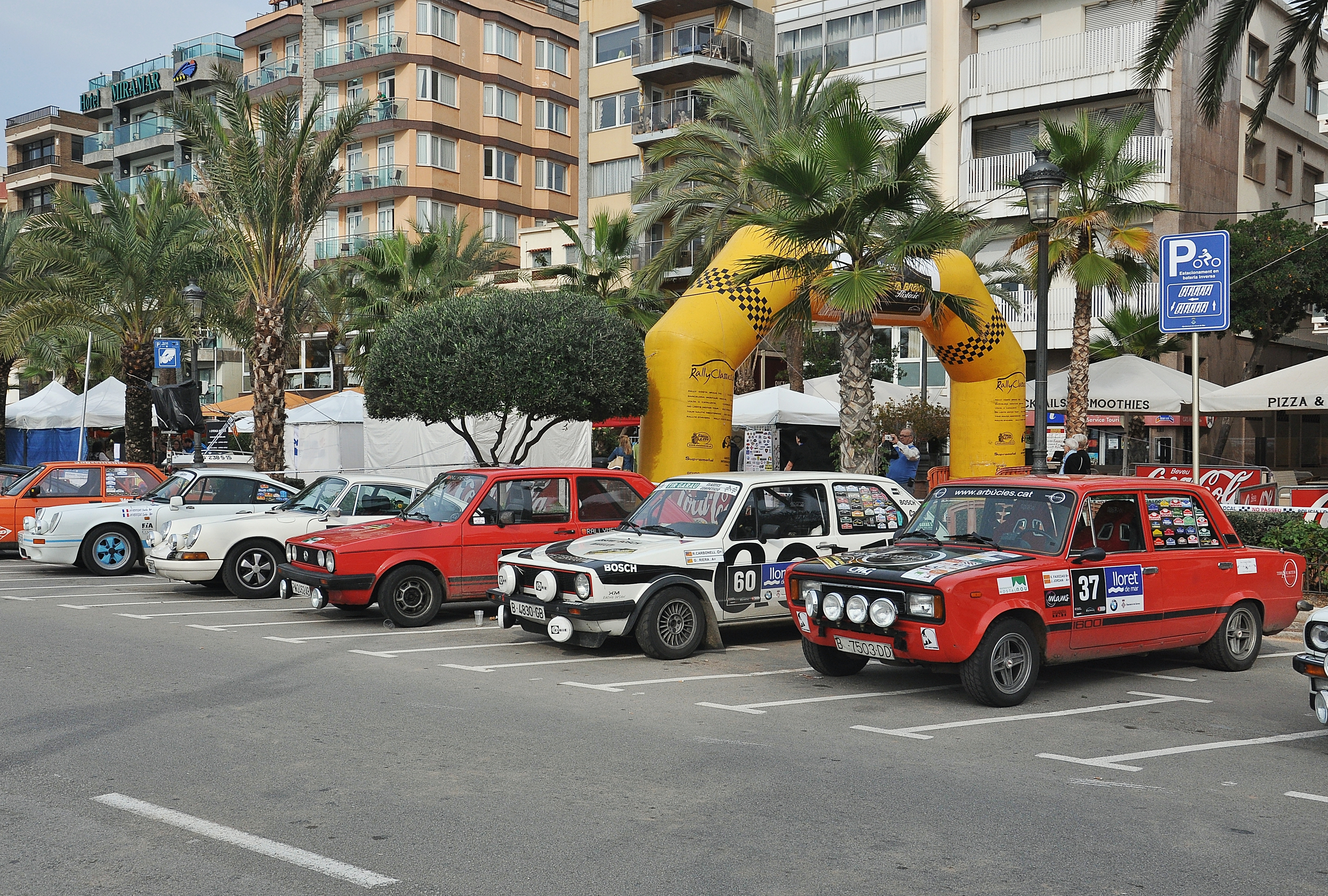
Varios participantes del Rally Costa Brava, primera cita del calendario.

La temporada 2014 fue la 8.º edición del Campeonato de España de Rally Históricos. Comenzó el 13 de marzo en el Rally Costa Brava y terminó el 31 de octubre en el Rally Rías Altas Histórico. El calendario constaba de siete pruebas de las cuales el Rally Costa Brava, Rally de España y el Rally de Asturias eran también puntuables para el Campeonato de Europa.

## Calendario
| N.º | Fecha               | Prueba                         | Series |
| --- | ------------------- | ------------------------------ | ------ |
| 1   | 13-14 de marzo      | Rally Costa Brava              | ERC    |
| 2   | 17-18 de abril      | Rally Gibralfaro               |        |
| 3   | 15-16 de mayo       | Rally de España Histórico      | ERC    |
| 4   | 10-11 de julio      | Rally de Avilés Histórico      |        |
| 5   | 11-12 de septiembre | Rally de Extremadura Histórico |        |
| 6   | 1-3 de octubre      | Rally de Asturias Histórico    | ERC    |
| 7   | 30-31 de octubre    | Rally Rías Altas Histórico     |        |

## Clasificación

### Campeonato de pilotos
| Pos. | Piloto               | COS | GIB | ESP | AVI | EXT | AST | RIA | Puntos |
| ---- | -------------------- | --- | --- | --- | --- | --- | --- | --- | ------ |
| 1    | Daniel Alonso        | Ret | 1   | Ret | 1   | 1   |     | 1   | 131    |
| 2    | Gonzalo Ambit        | Ret | 3   | 5   | 3   | Ret |     | Ret | 82     |
| 3    | Manuel Antonio Gómez |     |     | 3   | 2   | Ret | Ret |     | 42     |

### Campeonato de pilotos Categoría 1
| Pos. | Piloto                           | Puntos |
| ---- | -------------------------------- | ------ |
| 1    | Francisco Javier Esquer de Oñate | 91     |

### Campeonato de pilotos Categoría 2
| Pos. | Piloto                | Puntos |
| ---- | --------------------- | ------ |
| 1    | César Antón del Campo | 98     |

### Campeonato de pilotos Categoría 3
| Pos. | Piloto           | Puntos |
| ---- | ---------------- | ------ |
| 1    | Joaquim Domenech | 90     |

### Campeonato de pilotos Categoría 4
| Pos. | Piloto        | Puntos |
| ---- | ------------- | ------ |
| 1    | Daniel Alonso | 131    |

### Trofeo de pilotos Categoría 5
| Pos. | Piloto                  | Puntos |
| ---- | ----------------------- | ------ |
| 1    | José María García Soler |        |

### Trofeo de Clubs / Escuderías
| Pos. | Piloto                      | Puntos |
| ---- | --------------------------- | ------ |
| 1    | Black Motorsport            | 89     |
| 2    | Pravia Autocompetición      | 84     |
| 3    | Escudería Madrid Históricos | 64     |
| 4    | R.A.C.V.N.                  | 46     |

### Campeonato de Regularidad Sport
| Pos. | Piloto                   | Puntos |
| ---- | ------------------------ | ------ |
| 1    | José Ramón Campos Mulero | 108    |

### Campeonato de Regularidad Media 1% inferior
| Pos. | Piloto                 | Puntos |
| ---- | ---------------------- | ------ |
| 1    | Gonzalo Mateo Buisssan | 105    |

### Campeonato de Regularidad 50 km/h
| Pos. | Piloto                 | Puntos |
| ---- | ---------------------- | ------ |
| 1    | Ildefonso García López | 104    |